# Joseph Noel Paton
Pour les articles homonymes, voir Paton.
 (novembre 2010).
Si vous disposez d'ouvrages ou d'articles de référence ou si vous connaissez des sites web de qualité traitant du thème abordé ici, merci de compléter l'article en donnant les références utiles à sa vérifiabilité et en les liant à la section « Notes et références ».
Sir Joseph Noel Paton (13 décembre 1821 à Wooer's Alley, Dunfermline, Fife, Écosse - 26 décembre 1901  à Édimbourg) est un artiste écossais, surtout connu pour ses peintures préraphaélites.
Né dans une famille de tisserands qui travaillaient le damas, Joseph a suivi les traces familiales pendant une brève période. Attiré par les arts, il a étudié à la Royal Academy à Londres en 1843. En tant que peintre, ses sujets étaient historiques, féeriques, allégoriques et religieux.

## Œuvres
- La Querelle d'Oberon et de Titania (1849), huile sur toile, 99 × 152 cm, National Gallery Of Scotland[1]
- The Fairy Raid: Carrying Off a Changeling - Midsummer Eve, exposée à la Royal Academy, 1867[2], conservé au Kelvingrove Art Gallery and Museum, à Glasgow[3].

## Galerie

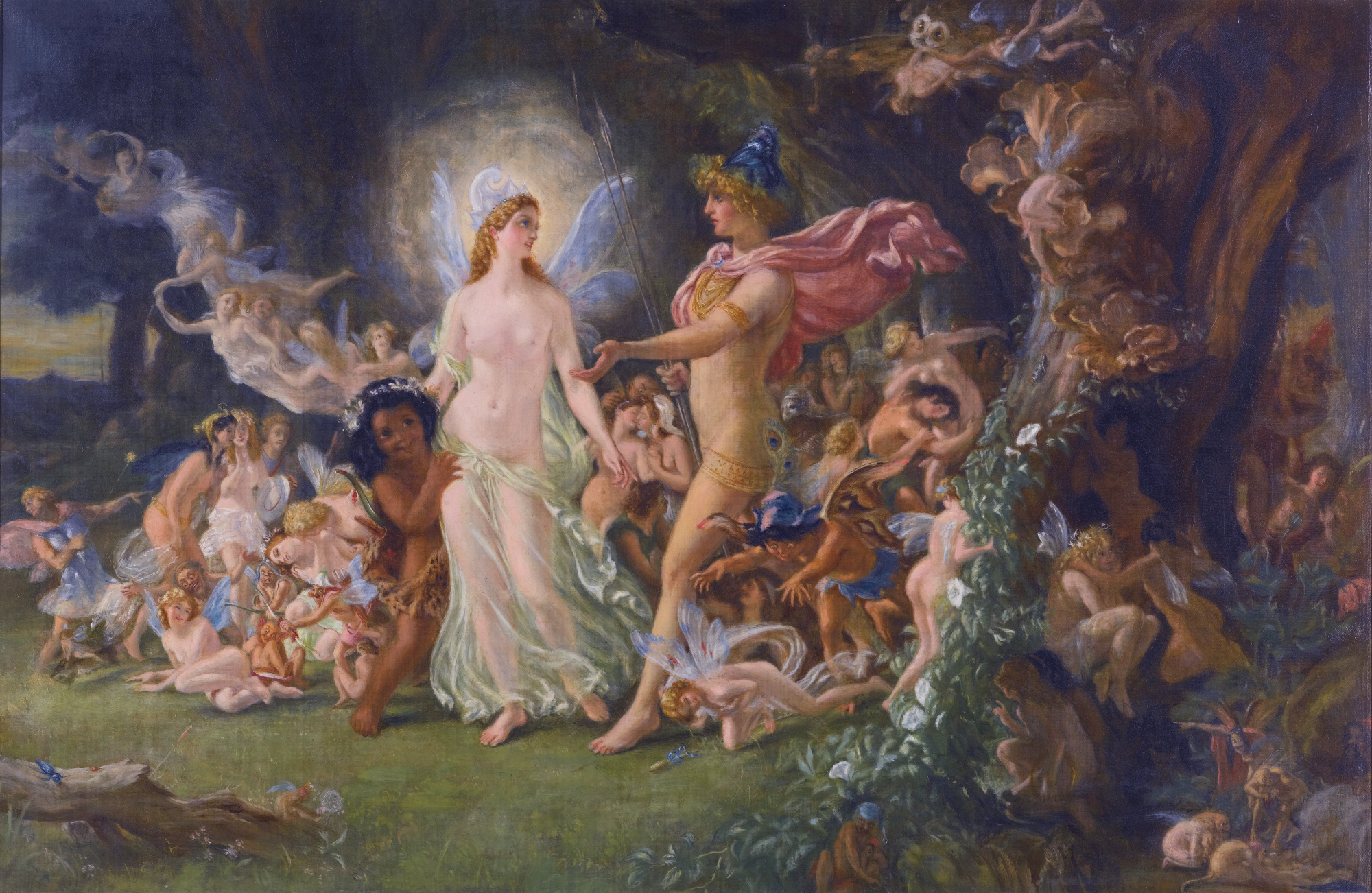
Titania et Obéron du Songe d'une nuit d'été, Study for The Quarrel of Oberon and Titania, vers 1849.
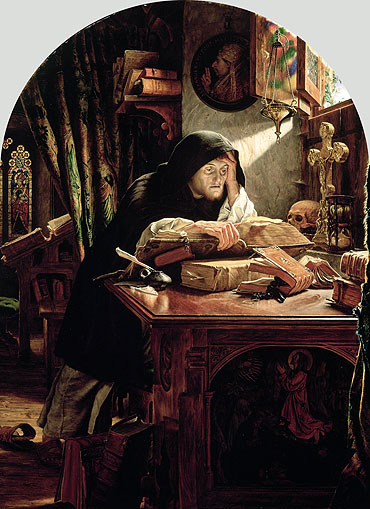
Luther at Erfurt
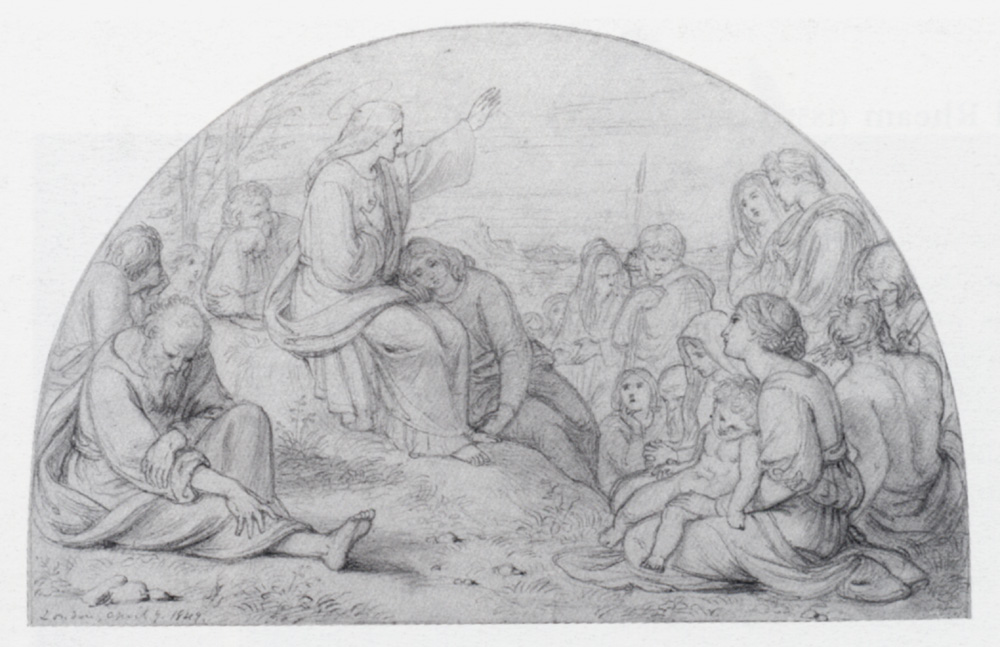
Sermon On The Mount